# Batalla de Alarcos

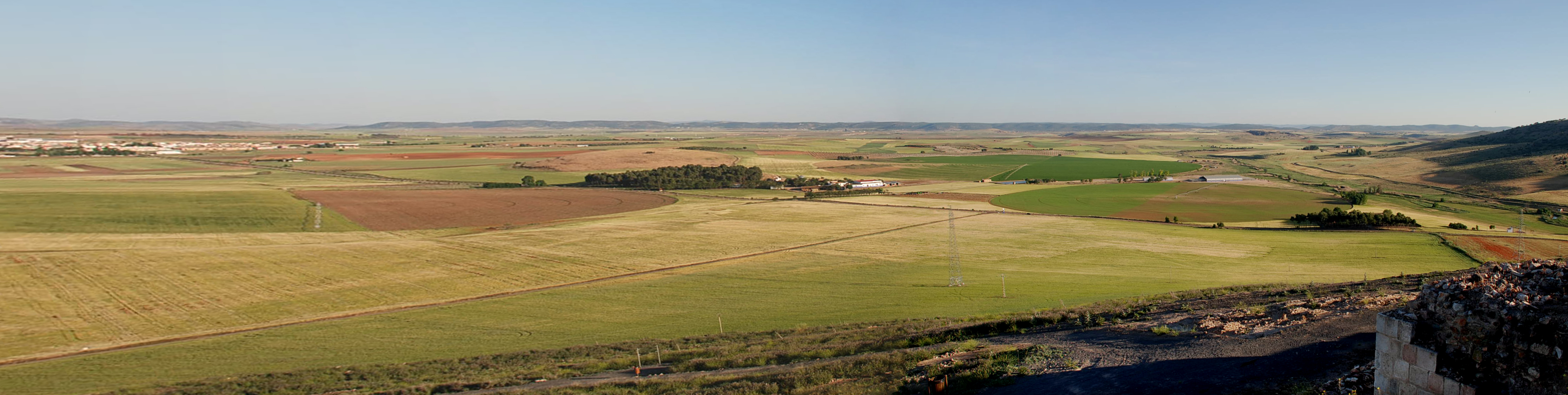
Campo de batalla de Alarcos. A media distancia, el cerro donde las tropas de Yusuf II aposentaron el campamento del rey árabe.

La batalla de Alarcos (en árabe: معركة الأرك ma'rakat al-Arak) es una batalla que se libró junto al castillo de Alarcos (en árabe: al-Arak الأرك), situado en lo alto de un cerro junto al río Guadiana, cerca de la actual ciudad española de Ciudad Real, el 19 de julio de 1195, entre las tropas cristianas de Alfonso VIII de Castilla y las almohades de Abū Ya'qūb Yūsuf al-Mansūr (Yusuf II). La batalla se saldó con la derrota de las tropas cristianas, lo cual desestabilizó al Reino de Castilla y frenó el avance de la reconquista unos años, hasta que tuvo lugar la batalla de Las Navas de Tolosa en 1212.

## Antecedentes
En 1177 el monarca castellano Alfonso VIII había conquistado la alta ciudad de Cuenca con ayuda de Aragón. Inquieto, el califa Abū Yūsuf Ya'qūb al-Mansūr pactó en 1190 una tregua o periodo de paz para frenar el avance castellano sobre al-Ándalus. Cuando expiraba el trato, recibió noticias de que habían surgido revueltas en sus posesiones del norte de África y marchó allende el mar a pacificarlas. Alfonso VIII, ante la expectativa del final de la tregua, había empezado a fortificar en un cerro sobre el río Guadiana el estratégico lugar de Alarcos, situado en tierra de nadie, un baluarte sobre un collado habitado ya en época ibera. Sin embargo, aún no tenía concluida la muralla ni asentados todos sus nuevos vecinos; pues la humedad del río al abrigo de los cerros provocaba tercianas y el lugar estaba muy lejano de otros, sometido al albur de conflictos entre moros y cristianos.
En el verano de 1194, un año antes de la batalla de Alarcos, Alfonso permitió una expedición o cabalgada cuyo paladín o caudillo era el belicoso arzobispo de Toledo, Martín López de Pisuerga. Este penetró en las coras de Jaén y Córdoba, y estragó y saqueó las cercanías de la mismísima capital almohade (Sevilla), llevándose no solo todo el tesoro que su hueste pudo acarrear, sino el ganado bovino, ovino y equino. Este ataque lo detalla el anónimo autor de la Crónica latina de los reyes de Castilla, que insiste en la gran devastación que dejó en el territorio musulmán: «Vastavit magnam partem terre Maurorum cismarine, spolians eam multis diviciis et infinita multitudine vacarum, peccorum et iumentorum».
El desafío de la fuerza castellana enfureció sobremanera a Ya'qub, quien resolvió mandar todas sus fuerzas disponibles contra Castilla y atravesar el mar (mare transivit) para contener y escarmentar al monarca infiel. El historiador Vicente Silió (1892-1972) narra cuál fue el pretexto oficial para la invasión:

En 1194, el rey Alfonso VIII cometió la imprudencia de retar a Yasub enviándole un mensaje en tono altanero, por el cual lo retaba a que mandase sus tropas a batirse en España o le facilitase navíos para que los cristianos pudiesen embarcar y derrotarlo en África. Hacía treinta y un años que Yasub gobernaba el Imperio almohade; contestó al de Castilla con unas breves líneas al dorso de su mensaje: «Estas son las palabras que ha pronunciado Alá, el Todopoderoso: Me lanzaré sobre ellos y los convertiré en polvo sirviéndome de ejércitos que no han visto nunca y de cuya fuerza no podrán librarse». Leyó a sus tribus el desafío de Alfonso y escuchó, en respuesta, un gran clamorío exigiendo venganza. Con un poderoso ejército salió Yasub para Algeciras.
Vicente Silió.

El 1 de junio de 1195 desembarcó sus tropas en la línea de costa entre Alcazarseguir y Tarifa con su ejército. El emir almohade llegó hasta la saqueada Sevilla, donde no le costó demasiado reunir un ejército de treinta mil hombres, entre caballería y peones, un contingente muy diverso formado por todo tipo de mercenarios, tropas regulares, arqueros etc., muchos de ellos sevillanos motivados por los males que les había acarreado el saqueo del codicioso arzobispo de Toledo. Alcanzó Córdoba el 30 de junio. Allí se le unieron las mesnadas de Pedro Fernández de Castro "el Castellano", señor de la Casa de Castro y del Infantado de León, quien había roto sus vínculos de vasallaje con su primo el rey Alfonso VIII y por tanto estaba jurídicamente en desnaturatio o desnaturado, eximido por tanto de servirlo como su señor. Pedro Fernández de Castro era hijo de Fernando Rodríguez de Castro el Castellano, señor de Trujillo, que, al igual que su hijo hacía ahora, había combatido en el pasado como mercenario junto a los almohades.
El 4 de julio Abū Yūsuf partió de Córdoba cruzando Despeñaperros y avanzando sobre la explanada de un amplio y estratégico valle donde se alzaba el castillo de Salvatierra, enfrente y a los pies de la alta fortaleza de Calatrava la Nueva. Allí se aposentaban las huestes de la Orden de Santiago, con su tercer maestre don Sancho Fernández de Lemos a la cabeza; y las de la naciente Orden de San Julián del Pereiro, filial de la de Calatrava, que luego habría de denominarse definitivamente Orden de Alcántara. Un destacamento de la Orden de Calatrava, junto con algunos caballeros de fortalezas cercanas que intentaban observar y evaluar las fuerzas almohades, se toparon con ellas en proporción tan dispar y con tan mala fortuna que casi fueron aniquilados por completo. Alfonso VIII se alarmó tras estos hechos y se apresuró a reunir todas las tropas posibles en Toledo y a marchar hacia Alarcos, creyendo quizá que el lugar estaba más seguro y fortificado. Además el monarca castellano consiguió comprometer la ayuda de los reyes de León, Navarra y Aragón, puesto que el pujante poderío almohade amenazaba a todos por igual.
Pero esta fortaleza, en lo alto de la población que la rodeaba, estaba aún en construcción; sus murallas de tres metros de ancho aún no estaban cerradas ni alzadas suficientemente, y el lugar, poco poblado, constituía el extremo de las posesiones de Castilla formando frontera y tierra de nadie con al-Ándalus. El principio estratégico era, eso sí, apremiante: impedir el acceso al fértil valle del Tajo, con lo que, por darse prisa en presentar batalla, no esperó siquiera los refuerzos de Alfonso IX de León ni los de Sancho VII de Navarra, que estaban en camino. El 16 de julio el gran ejército almohade fue de nuevo avistado, y era tan numeroso que no llegaron a hacerse siquiera una idea de cuántos hombres lo formaban. Cuenta el arzobispo Rodrigo Ximénez de Rada en su De rebus Hispaniae que:

Llenó los campos de varias lenguas, pues se formaba su ejército de partos, árabes, africanos, almohades... Su ejército era innumerable y como la arena del mar la muchedumbre.

Aun así, impaciente Alfonso VIII, decidió presentar batalla sin prudencia al día siguiente de llegar finalmente las tropas a los alrededores de Alarcos (el 17 de julio). Tal vez por confiar en la fuerza del catafracto o caballería pesada castellana, no decidió retirarse a Talavera, donde ya habían llegado las tropas leonesas, tan solo a unos pocos días de distancia. Sin embargo, Abū Yūsuf no aceptó todavía enfrentarse en ese día (18 de julio), y prefirió con buen juicio esperar al resto de sus fuerzas. Al día siguiente, la madrugada del 19 de julio, el ejército almohade ya formó completo alrededor del cerro de "La cabeza", a cuyos pies discurría el Guadiana, y a dos tiros de flecha de Alarcos, según citan las fuentes árabes.[cita requerida]

## Desarrollo de la batalla

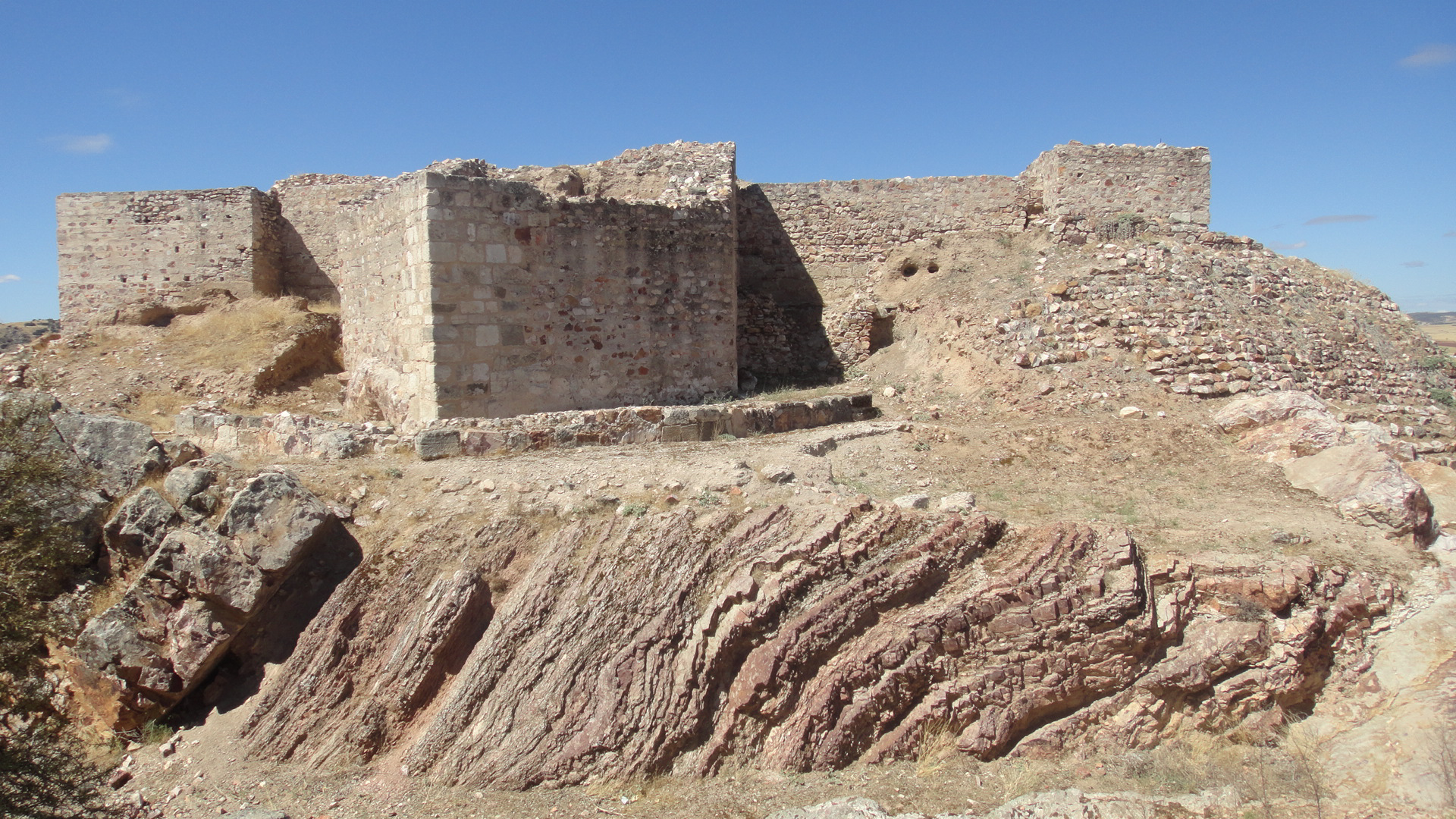
Fachada este del castillo de Alarcos, con los restos de la torre pentagonal y el foso inconcluso.

Probablemente el obispo Juan de Soria describió la batalla en la anónima Crónica latina de los reyes de Castilla / Chronica latina regum Castellae. Igualmente el arzobispo Rodrigo Jiménez de Rada. También los historiadores musulmanes dieron su testimonio, en especial el granadino Ibn Abdel Halim, compilador del Rawd al-Qirtas, que apenas difiere y fue extractado por el arabista decimonónico José Antonio Conde:

Obscureciose el día con la polvareda y vapor de los que peleaban, que parecía noche. Las cabilas de voluntarios alárabes, algazaces y ballesteros acudieron con admirable constancia y rodearon con su muchedumbre a los cristianos y los envolvieron por todas partes. Senanid, con sus andaluces Cenetes, Musamudes, Gomares y otros se adelantó al collado donde estaba Alfonso, y allí venció, rompió y deshizo sus tropas infinitas, que eran más de trescientos mil, entre caballería y peones. Allí fue muy sangrienta la pelea para los cristianos y en ellos hicieron horrible matanza. Había entre ellos como diez mil caballeros de los armados de hierro como los primeros que habían acometido, que eran la flor de la caballería de Alfonso y habían hecho su azalá [rezo musulmán] cristianesca y jurado por sus cruces que no huirían de la pelea hasta que no quedase hombre a vida; y Dios quiso cumplir y verificar su promesa en favor de los suyos. Cuando la batalla andaba muy recia, y trabada contra los infieles [cristianos], viéndose ya perdidos comenzaron a huir y acogerse al collado en que estaba Alfonso para valerse de su amparo y encontraron allí a los muslimes, que entraban rompiendo y destrozando y daban cabo de ellos. Entonces volvieron brida y tornaron sobre sus pasos, y huyeron desordenadamente hacia sus tierras y donde podían. Entraron por fuerza en la fortaleza los vencedores quemando sus puertas y matando a los que las defendían, apoderándose de cuanto allí había y en campo de armas, riquezas, mantenimientos, provisiones, caballos y ganado; cautivaron muchas mujeres y niños y mataron muchos enemigos, que no se pudieron contar, pues su número cabal solo Dios que los crio lo sabe. Halláronse en Alarcos veinte mil cautivos, a los cuales dio libertad Amir Amuminin después de tenerlos en su poder, cosa que desagradó a los almohades y a los otros muslimes; y lo tuvieron todos por una de las extravagancias caballerescas de los reyes. (José Antonio Conde, Historia de la Dominación de los Árabes en España, sacada de varios manuscritos y memorias arábigas, 1820-1821).

Los cristianos disponían de dos regimientos de caballería: en primera línea o haz estaba la caballería pesada (de unos 10 000 hombres) al mando de don Diego López de Haro y sus tropas, seguida después de la segunda línea o haz, donde se encontraba el propio Alfonso VIII con su caballería e infantería.[cita requerida]
Por parte de las tropas almohades, en vanguardia se hallaba la milicia de voluntarios benimerines, alárabes, algazaces y ballesteros, que eran unidades básicas y muy maniobrables. Inmediatamente tras ellos estaban Abu Yahya ibn Abi Hafs (Abu Yahya) y los Henteta, la tropa de élite almohade. En los flancos, su caballería ligera de caballos y dromedarios equipada con arcos y en la retaguardia el propio Al-Mansur con su guardia personal.[cita requerida]
Ya'qub siguió los consejos del experimentado qā'id andalusí Abū 'abd Allāh ibn Sanadí, y dividió su numeroso ejército dejando que el ğund andaluz (soldados de las provincias militarizadas) y los cuerpos de voluntarios del ğihād sufrieran la embestida del ejército cristiano para que más adelante, aprovechando la superioridad numérica del ejército almohade y el agotamiento del ejército cristiano, pudiera cercarlos y atacar con las tropas de refr/esco que mantenía en reserva, la guardia negra y los almohades.
El califa le dio a su visir, Abu Yahya Ibn Abi Hafs, el mando de la vanguardia en la primera línea de los voluntarios benimerines. A Abu Jalil Mahyu ibn Abi Bakr, un gran cuerpo de arqueros y las cabilas zenetas; detrás de ellos, en la colina antes mencionada, Abu Yahya, con el estandarte del califa y su guardia personal, de las cabilas hentetas; a la izquierda, los árabes a las órdenes de Yarmun ibn Riyah, y a la derecha, las fuerzas de al-Ándalus, mandadas por el popular qā'id ibn Sanadid. El propio califa llevaba el mando de la retaguardia, que comprendía las mejores fuerzas almohades (las comandadas por Yabir Ibn Yusuf, Abdel Qawi, Tayliyun, Mohammed ibn Munqafad y Abu Jazir Yajluf al Awrabi) y la guardia negra de los esclavos. Se trataba de un formidable ejército, cuyos efectivos el rey Alfonso VIII había subestimado gravemente.[cita requerida]
La carga cristiana no se hizo esperar, un tanto desordenada, pero de impulso formidable. La primera espolonada fue rechazada por los zenetas y los benimerines; retrocedieron, pues, y volvieron a cargar, para volver a ser rechazados. Solo a la tercera espolonada consiguió la caballería cristiana romper la formación del centro de la vanguardia almohade, haciéndolos retroceder colina arriba, donde habían formado las haces antes de la batalla, causando numerosas bajas entre los benimerines (voluntarios yihadistas), zenetas (que trataron de proteger al visir, Abu Yahya) y la élite Henteta donde se encontraba el visir, quien sucumbió en combate. Las tribus Motavah y Henteta sufrieron enormes bajas, tantas, que el historiador granadino Ibn Abdel Halim escribió que Allah les anticipó aquel día las delicias del martirio. Pero, a pesar de la muerte del visir, el ejército almohade no vaciló ni se descompuso y prosiguió con el ataque. La caballería cristiana maniobró hacia la izquierda para enfrentarse con las tropas de al-Ándalus al mando del acreditado ibn Sanadid, pero el ejército castellano se encontró de pronto copado en el collado de Alarcos, según el imán granadino Ibn Abdel Halim.
Tres horas habían pasado ya desde el comienzo de la batalla; era entonces mediodía, pero la polvareda levantada dificultaba la visión. El calor de la tercera semana de julio y la fatiga acumulada en la lid con las pesadas cotas de malla y las armaduras comenzaron a debilitar el vigor de la caballería pesada castellana, que se movía ya con lentitud y dificultad, fieramente estragada y menguada por venablos, honderos, ballesteros y arqueros que herían impunemente con precisión desde largo trecho aprovechándose de la escasa movilidad de la copada hueste castellana (como atestigua la cantidad de bolas de hierro y puntas de flecha, dardo y venablo halladas en una fosa común de esqueletos de cristianos y équidos, llenada tras el desastre, la conocida como fosa de los despojos junto a la muralla sur). Sobre la fama y pericia que mostraron los arqueros y ballesteros almohades en esta batalla da fe no solo la Crónica latina, sino Juan Ruiz, arcipreste de Hita, en su Libro de Buen Amor: "Traýan armas muy fuertes y ballesteros arcos: / más negra fue aquesta que non la de Alarcos" y, de hecho, parodia el hecho histórico en una parte de su "Batalla de don Carnal y doña Cuaresma", como se ha descubierto recientemente: en este poema alegórico se da un fracaso de don Carnal (Alarcos) sobre doña Cuaresma, y una victoria (Navas de Tolosa) en términos que recuerdan estrechamente la Cronica latina.
Aun tras haber sufrido numerosas bajas en las tres acometidas, los musulmanes de nuevo ganaron en maniobrabilidad a los cristianos: buscando el tornafuye no tardaron en reagruparse cerrando del todo la salida a la caballería cristiana en el collado del cerro de Alarcos y haciendo uso de su caballería ligera al mando de Yarmun; rebasaron a las tropas cristianas por los flancos del cerro y empezaron a atacarlas por su retaguardia, lo que, junto a la constante y concentrada lluvia de flechas de los arqueros, que se aprovechaban de la inmovilidad de ese estancamiento, y las maniobras de desgaste, acabó por encoger aún más el cerco. Fue entonces cuando Ya'qub decidió que era hora de rematar enviando al resto de sus tropas, las mejores que tenía. El ejército castellano no estaba preparado para aquella nueva táctica, y en inferioridad numérica finalmente se vio en la necesidad de huir o admitir la derrota. Aún, sin embargo, trató Diego López de Haro de abrirse paso a toda costa, pero finalmente tuvo también que refugiarse más arriba, en el inacabado castillo, el cual, tras haber sido cercado por 5000 agarenos, tuvo que rendirse. 
El desnaturado Pedro Fernández "el Castellano", cuyas fuerzas apenas habían combatido en la batalla, fue enviado por el comendador de los creyentes para negociar los términos de la rendición. A unos pocos supervivientes, entre ellos el esforzado López de Haro, se les permitió marchar desarmados; pero doce caballeros fueron retenidos como rehenes a cambio del pago de un rescate. Mas nadie acudió a pagarlo y estos caballeros fueron decapitados.
Entre los castellanos que murieron en la batalla se encontraban Juan, obispo de Ávila y Gutierre, obispo de Segovia, así como Pedro Rodríguez de Guzmán y su yerno, Rodrigo Sánchez, según consta en la Crónica latina de los Reyes de Castilla al mencionar algunos de los fallecidos en dicha batalla, Petrus Roderici de Guzman et Rodericus Sancii, gener eius, Ordoño García de Roa, los maestres tanto de la Orden de Santiago (Sancho Fernández de Lemus) como de la portuguesa Orden de Évora (Gonçalo Viegas). Las pérdidas también resultaron elevadas para los musulmanes. No solo el visir, Abu Yahya, sino también Abi Bakr, comandante de los benimerín (voluntarios), perecieron en la batalla, o a consecuencia de las heridas sufridas. La noticia de tan gran batalla conmovió a toda Europa.[cita requerida]
Vicente Silió escribe que «las tropas de Yasub eran tan superiores como para inducir al monarca cristiano a rehusar la pelea», pero se hallaba Alfonso VIII en la plenitud de su vida, con el vigor de sus cuarenta años, y no pensó en ningún instante retroceder ante el enemigo. Hubiera preferido morir antes que contemplar la gran catástrofe que se avecinaba. Y a fe que, si no hubiese sido por la intervención de algunos nobles que muy en contra de su voluntad le sacaron del castillo por una poterna, habría sucumbido.[cita requerida]

## Consecuencias de la batalla
Como consecuencia, los almohades se adueñaron de las tierras entonces controladas por la Orden de Calatrava; seis meses después cayó la fortaleza de Calatrava la Nueva, entonces llamada castillo de Dueñas, y llegaron incluso hasta las proximidades de Toledo, donde se habían refugiado los combatientes cristianos que habían sobrevivido a la batalla. Entre las bajas más destacadas estuvieron Gutierre Rodríguez Girón, Obispo de Segovia, Sancho García 'el Cabezudo', señor de Ayala y Salcedo, e Íñigo Lopez, II señor de Llodio, antepasado de la casa de Mendoza. Desestabilizó al Reino de Castilla durante años. Todas las fortalezas de la región cayeron en manos almohades: Malagón, Benavente, Calatrava la Vieja, Caracuel, etc., y el camino hacia Toledo quedó despejado. Afortunadamente para Castilla, Abu Yusuf volvió a Sevilla para restablecer sus numerosas bajas y tomó el título de al-Mansur Billah (el victorioso por Alá).[cita requerida]
En los dos años siguientes a la batalla, las tropas de al-Mansur devastaron Extremadura, el valle del Tajo, La Mancha y toda el área cercana a Toledo, marcharon contra Montánchez, Trujillo, Plasencia, Talavera, Escalona y Maqueda, pero fueron rechazadas por Pedro Fernández de Castro "el Castellano", que tras la batalla pasó a servir al rey Alfonso IX de León, quien le nombró su Mayordomo mayor. Estas expediciones no aportaron más terreno para el Califato. Aunque su diplomacia obtuvo una alianza con el rey Alfonso IX de León (que estaba enfurecido con el rey castellano por no haberle esperado antes de la batalla de Alarcos) y la neutralidad de Navarra, ambos pactos temporales. Abū Yūsuf abandonó sus asuntos en al-Ándalus volviendo enfermo al norte de África, donde acabaría muriendo.[cita requerida]
En un audaz golpe de mano de los caballeros calatravos, solo el castillo de Salvatierra, junto a Sierra Morena, pudo ser recuperado (1198) en los diecisiete años en los que la zona estuvo en poder almohade. Quedó como una posición aislada castellana en territorio almohade, hasta que fue tomado por éstos en 1211.[cita requerida]
Sin embargo, las consecuencias de la batalla demostraron ser poco duraderas cuando el nuevo Califa Muhammed al-Nasir intentó frenar el nuevo avance hispánico sobre al-Ándalus. Se decidió todo en la batallas de las Navas de Tolosa y de Úbeda (sucesivas ambas en 1212) que marcaron un punto de inflexión en la Reconquista al provocar la pérdida del control en la Península por parte del Imperio almohade, tan solo una década después.

## La leyenda de la judía Raquel y el rey Alfonso
El autor de los Castigos del rey Sancho IV, después de 1292, da cuenta de una leyenda creada ad hoc para justificar a posteriori tan gran derrota por parte del rey de Castilla, la de la judía de Toledo Raquel o Rahel la Fermosa:

Otrosí, para mientes, mío fijo, e toma ende, mío fijo, castigo de lo que contesció al rey don Alfonso de Castilla, el que venció la batalla de Úbeda. Por siete años que viscó mala vida con una judía de Toledo, diole Dios gran llaga e grand majamiento en la batalla de Alarcos en que fue vencido e fuyó e fue mal andante él e todos los de su regno […]. E porque el rey se conosció después a Dios […] e se repintió de tan mal pecado como éste que había hecho, por el cual pecado por enmienda hizo después el monasterio de las Huelgas de Burgos de Monjas de Cistel e el Hospital. E Dios diole después buena andanza contra los moros en la batalla de Úbeda.

Incluso los cronistas que ignoran el episodio con la judía se refieren a las "obras de piedad" que llevó a cabo el monarca como prueba de su mucha virtud, para expiar y purgar sus pecados: construyó en Burgos el monasterio de Las Huelgas y el Hospital, y fundó la primera universidad de Castilla (entonces llamada "estudio general") en Palencia, años después trasladada a Salamanca. Además el manuscrito que transcribe la "Versión amplificada" de 1289 de la Estoria de España impulsada por Alfonso X el Sabio menciona las causas por las que el rey Alfonso VIII hubo de erigir el monasterio, entre las que incluye su amancebamiento durante siete años con la judía toledana. La crónica cuenta cómo al rey se le apareció un hombre santo para anunciarle el enojo de Dios por su fornicio con una mujer que no era la suya y los castigos que por tal pecado tenía previsto: la derrota de Alarcos y la muerte de sus hijos varones. El hombre santo le pide que haga «concimiento e arrepentimiento», y el rey enseguida lo hizo, al ponerse a «hacer el monasterio de Burgos et el hospital».